# Ceville
{{Компьютерная игра
|заголовок = Ceville
|изображение = Ceville CoverRus.jpg
|разработчик = Realmforge Studios
|издатели =
- Kalypso Media
- 1С
- Focus Home Interactive

|локализатор = Логрус
|даты выпуска =
Windows
 20 февраля 2009
 23 октября 2009
iPhone
7 декабря 2009
|платформы = Windows
|движок = SOMA engine
|жанр = квест
|режим = однопользовательский
|носители = PC: 2 CD
|системные требования = * Процессор: Pentium IV 1.7 Ггц или аналогичный AMD Athlon
- ОЗУ: 512 Мб
- Видеокарта: с 128 Мб видеопамяти, совместимая с DirectX 9.0c (серии GeForce MX и XGI Volari не поддерживаются)
- Звуковая карта: Совместимая с DirectX 9.0c
- Windows XP / Windows Vista

|управление = PC: [[Компьютерная клавиатура
| клавиатура]] и мышь
|сайт = https://web.archive.org/web/20120723112727/http://www.ceville-game.com/en/
|дизайнеры = Беньямин Раушер, Кристиан Вольфертштеттер
|программист = Корбиниан Абентум
|композитор = Андреас Файт
|последняя версия = 1.0.2.0
|дата последней версии = 17 апреля 2009
}}
Ceville — компьютерная игра в жанре Квест, разработанная Realmforge Studios. Игра была выпущена для PC и iPhone. Мировым издателем игры является Kalypso Media. Издателем и игры в России является компания 1С. В России игра получила название Ceville. Похождения тирана.

## Сюжет
Злобный деспот Севиль, много лет мучивший жителей королевства Феерика, угодил за решетку. Но его место занимает личность куда хуже, чем была. Отвратительный узурпатор Базиль, занявший трон, строит чудовищные планы. Циничный Севиль, Лили и тщеславный паладин Амброзий обязаны обойти королевство вдоль и поперек, чтобы найти способ помешать осуществлению планов Базиля.

## Отзывы
| Сводный рейтинг       | Сводный рейтинг |
| Агрегатор             | Оценка          |
| --------------------- | --------------- |
| GameRankings          | 73,12 %         |
| Иноязычные издания    |                 |
| Издание               | Оценка          |
| GameSpot              | 78 %            |
| IGN                   | 9/10            |
| Русскоязычные издания |                 |
| Издание               | Оценка          |
| Absolute Games        | 66 %            |
| «Игромания»           | 50 %            |
| «Страна игр»          | 70 %            |

В основном игры получила смешанные отзывы критиков. Журнал «Игромания» сказал об игре: «Ceville — идеальный пример по-настоящему смешного квеста: яркого и запоминающегося. Кроме того, картинка тут сочная, приятная, озвучивание выразительное, а музыка подобрана на удивление точно. При желании придраться можно разве что к своеобразной логике некоторых головоломок, но она вполне оправдана специфической тематикой игры».